# Viñateros de la costa
 Viñateros de la costa es una película documental de Argentina filmada en colores dirigida por Jorge E. Degiuseppe sobre su propio guion escrito que se estrenó el 7 de noviembre de 1991 en el Club del Cine, no fue dada en el circuito comercial sino en algunas funciones especiales y que tuvo como actores principales a la familia Ricci y al director.

## Sinopsis
Documental sobre una familia que hace vino en la costa argentina del Río de la Plata.

## Reparto
- Alcides O. Degiuseppe
- Nenín Ricci
- Cholo Ricci
- Tita Ricci
- Julia Ricci
- Mario Pompermayer

## Comentarios
Adolfo C. Martínez en La Nación opinó:

«La estructura del film oscila entre el documento y lo argumental…el relato seduce por su autenticidad y su innegable emoción visceral.»